# 肯德爾縣 (伊利諾伊州)
肯德爾县（英語：Kendall County）是位於美国伊利诺伊州東北部的一個縣，面積836平方公里。根據2020年美國人口普查統計，共有人口13萬1,869人。縣治約克維爾（Yorkville）。該縣成立於1841年2月19日，縣名紀念美国邮政署长阿莫斯·肯德尔。